# Paso de la Cadena
Paso de la Cadena es una localidad uruguaya, del departamento de Canelones, y forma parte del municipio de San Antonio.

## Ubicación
La localidad se encuentra situada en la zona noroeste del departamento de Canelones, al norte del arroyo Canelón Grande y junto al cruce de las rutas 64 y 81. Dista 14 km de la ciudad de Canelones y 12 km de la ciudad de San Antonio.

## Población
Según el censo de 2011, la localidad contaba con una población de 142 habitantes.
| -             | - | - | - | 158 | 142 |
| (Fuente: INE) |   |   |   |     |     |